# Wang Ciyue
Wang Ciyue (chinês: 王赐月; Nanjing, 14 de novembro de 1999) é uma nadadora artística chinesa, campeã olímpica.

## Carreira
Em novembro de 2016, no Campeonato Asiático de Natação em Tóquio, Wang conquistou a prata na rotina técnica solo, além de fazer parte da equipe chinesa que conquistou a prata na rotina técnica e livre.
Em junho de 2022, no Campeonato Mundial de Esportes Aquáticos em Budapeste, Wang fez parte da equipe chinesa que ganhou o ouro nas rotinas técnicas e livres. Em julho de 2023, no Campeonato Mundial de Fukuoka, ela fez parte da equipe chinesa que ganhou o ouro na rotina livre por equipe e na rotina acrobática por equipe. Em outubro de 2023, nos atrasados Jogos Asiáticos de 2022 em Hangzhou, Wang fez parte da equipe chinesa que ganhou o ouro na competição por equipes.
Em fevereiro de 2024, no Campeonato Mundial de Doha, Wang fez parte da equipe chinesa que ganhou o ouro nas rotinas acrobáticas, livres e técnicas. Nos Jogos Olímpicos de Verão de 2024, em Paris, conquistou a medalha de ouro na competição por equipes na natação artística, ao lado de Chang Hao, Feng Yu, Wang Liuyi, Wang Qianyi, Xiang Binxuan, Xiao Yanning e Zhang Yayi.